# Промышленник

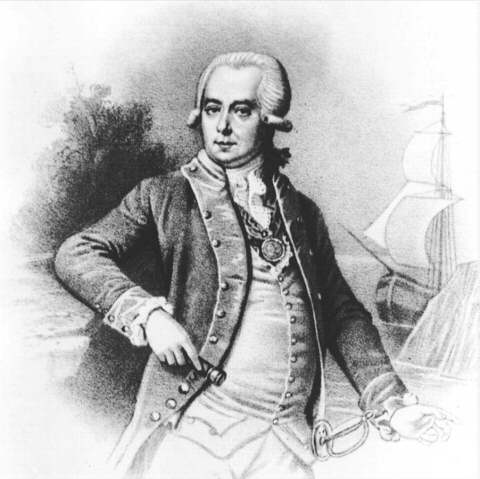
Русский промышленник XVIII века Григорий Шелихов

Промы́шленник, фабрика́нт — владелец, предприниматель, руководящий и организовавший за свои средства и ресурсы завод, фабрику, а также кустарное, ремесленное производство или какое-либо другое промышленное предприятие.

## Промышленники-охотники

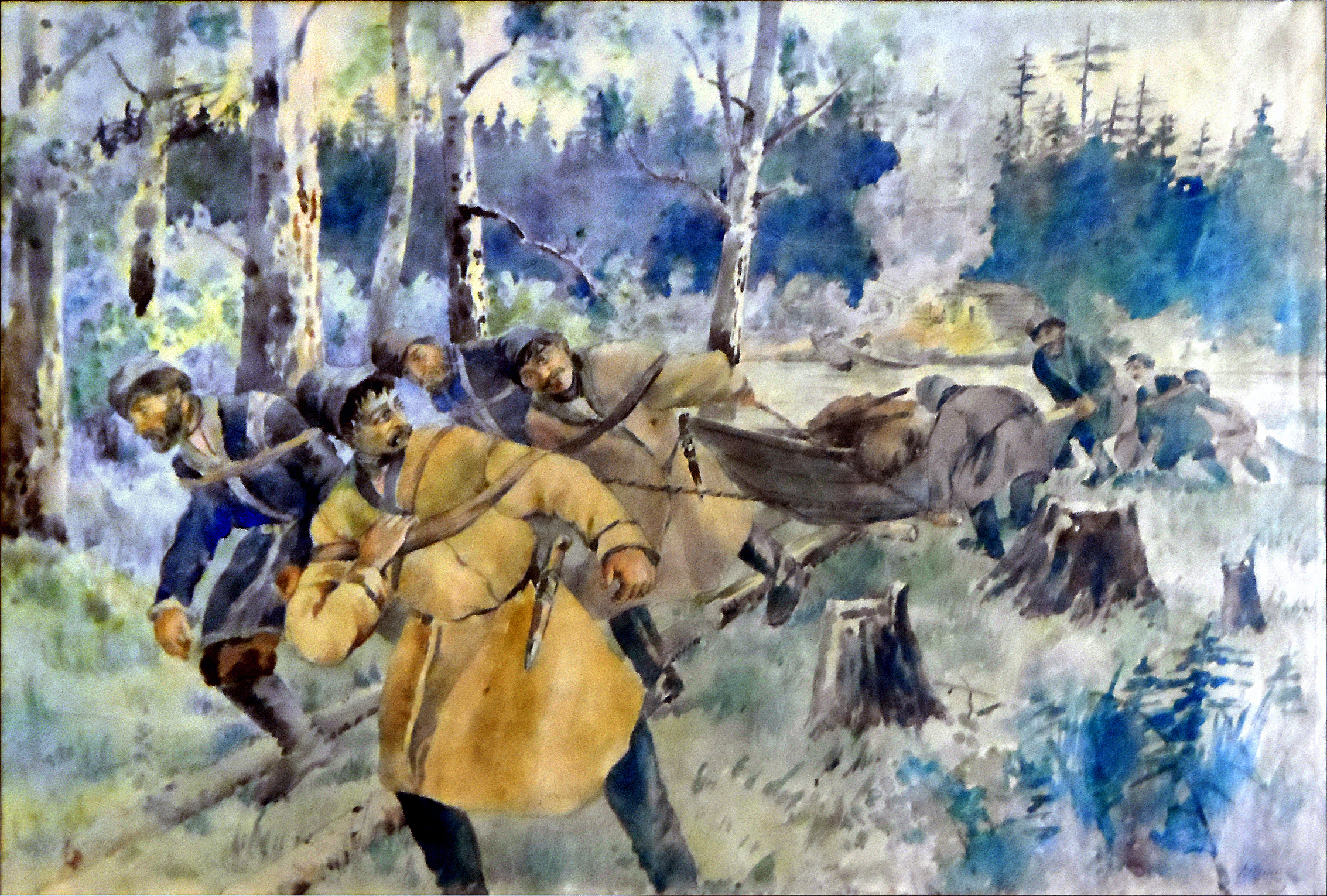
«Движение промышленников на Восток»

В XVI веке в России промышленниками (или промысловиками — от «промысел») называли охотников-звероловов, которые совершали далекие походы для добычи (промысла) пушного зверя.
В отличие от местных охотников из туземцев промышленники использовали силки и капканы (в Северной Америке таких людей называли трапперами). Значительную роль сыграли промышленники при освоении Крайнего Севера и Сибири. Промышленники собирались в вооруженные отряды (ватаги) и нередко выступали в роли землепроходцев (Пянда). Большинство этих людей были выходцами с российского Севера, где промышленники известны с XII века (преимущественно как поморы-рыбаки, занимавшиеся рыбным промыслом). Промышленникам нередко приходилось создавать зимовки в виде бревенчатых изб с печками, нарами и сенями. Своеобразными маяками их присутствия служили большие деревянные кресты.
По следам промышленников отправлялись отряды служилых людей, которые строили укрепления (остроги), облагали ясаком туземцев. В отличие от служивых людей (воевод и стрельцов) промышленники действовали на свой страх и риск и по собственной инициативе. Противостояли промышленники и пашенным людям (крестьянам). Однако в условиях Крайнего Севера грань между пешим вольным сибирским казаком, «гулящим человеком» и промышленником не была четкой. Мангазейских казаков нередко именуют промышленными людьми. Добытую пушнину («мягкую рухлядь») промышленники сбывали купцам.
Деятельное участие приняли промышленники и в освоении Аляски, куда они во главе передовщиков отправлялись из Сибири на галиотах, вооруженных фальконетами. На новой земле промышленники основывали поселения и занимались добычей пушнины, за которой не столько охотились, сколько выменивали или отбирали (как ясак) у туземцев. Их объединения уже назывались компаниями. Некоторые «партии» промышленников приобретали от государства эксклюзивные права на добычу пушнины с определенной территории
По характеру (индивидуализм, инициатива, предприимчивость, риск, авантюра), по наличию частной собственности (а также доле в добыче) и по вовлечённости в мировую торговлю промышленники сближались с ранними капиталистами, что впоследствии привело к объединению двух понятий.
В начале XX века вместо слова «промышленник» в значении «охотник» использовали слово «зверопромышленник», а слово «промышленник» приобрело негативный смысл: как писал В. К. Арсеньев, «он ищет золото, но при случае не прочь поохотиться за … (китайцами) и за … (корейцами), не прочь угнать чужую лодку, убить корову и продать мясо её за оленину».

## Промышленники-капиталисты

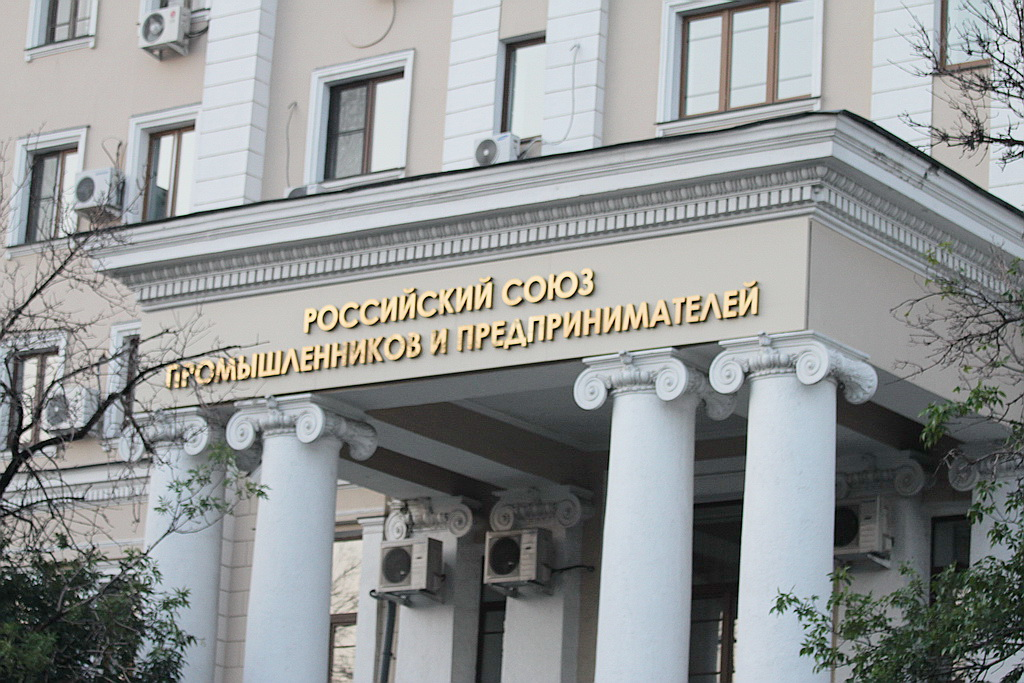

Уже в царствование царя Михаила в России появился новый вид промышленников: иностранные рудознатцы, оружейники, литейщики. Это были не столько ремесленники, сколько организаторы производств, обладатели технологий и хозяева (владельцы) мастерских. Так, в 1632 году голландский купец Виниус получил позволение построить в Туле завод для литья пушек и ядер. Со временем в России начали появляться и собственные промышленники, например Никита Демидов. Хотя иногда первыми промышленниками называют купцов Строгановых, ведавших ещё в XVI веке солеварным промыслом. Схожим со Строгановыми промыслом в XVII веке на Волге занимался Надея Светешников. Организованные промышленниками на какой-либо промысел группы людей уже в начале XVIII века назывались заводами.

Памятник зауральскому промышленнику Д. И. Смолину (1833—1898) в Кургане

Большинство предприятий дореволюционного времени являлись семейным имуществом и промышленники были, как правило, и их владельцами. Некоторые промышленники достигали благодаря своим предприятиям благосостояния и авторитета и относились к крупной буржуазии. Многие промышленники осознавали ответственность перед своими рабочими и другими наёмными работниками, предлагая некоторые формы социального обеспечения в области здоровья, пенсии, образования, жилья и благотворительности.
С конца XX века промышленниками и на Западе, и в России называют владельцев, руководителей и организаторов промышленных предприятий.

## Современные организации промышленников
- Российский союз промышленников и предпринимателей
- Партия промышленников и предпринимателей Украины